# Union City (Míchigan)
Union City es una villa ubicada en el condado de Branch en el estado estadounidense de Míchigan. En el Censo de 2010 tenía una población de 1690 habitantes y una densidad poblacional de 0,44 personas por km².

## Geografía
Union City se encuentra ubicada en las coordenadas 42°4′0″N 85°8′35″O / 42.06667, -85.14306. Según la Oficina del Censo de los Estados Unidos, Union City tiene una superficie total de 3861.67 km², de la cual 3734.74 km² corresponden a tierra firme y (3.29%) 126.91 km² es agua.

## Demografía
Según el censo de 2010, había 1690 personas residiendo en Union City. La densidad de población era de 0,44 hab./km². De los 1690 habitantes, Union City estaba compuesto por el 90.12% blancos, el 0.41% eran afroamericanos, el 0.53% eran amerindios, el 0.77% eran asiáticos, el 0% eran isleños del Pacífico, el 0.18% eran de otras razas y el 2.6% pertenecían a dos o más razas. Del total de la población el 0.95% eran hispanos o latinos de cualquier raza.